# Relaciones España-Colombia
Las relaciones Colombia-España son las relaciones exteriores entre la República de Colombia y el Reino de España. Ambos países son miembros de pleno derecho de la ABINIA, la ASALE, la AICO, la BIPM, el CAF, la CEI, la CEPAL, el CERLALC, la COMJIB, la COPANT, la FELABAN, la Fundación EU-LAC, el IICA, la OCDE, la OEI, la OISS, la OIJ, la ONU y la SEGIB. También comparten su pertenencia al sistema de Cumbres Iberoamericanas.

## Historia

### Era del virreinato
El territorio que se convirtió en Colombia fue visitado por primera vez por europeos cuando la primera expedición de Alonso de Ojeda llegó a la Cabo de la Vela en 1499. Los españoles hicieron varias tentativas de asentarse a lo largo de la costa norte de la actual Colombia, en el siglo XVI, pero su primer establecimiento permanente, en Santa Marta, no se estableció hasta 1525. La ciudad de Cartagena fue fundada el 1 de junio de 1533 por el comandante español Pedro de Heredia, y creció rápidamente, alimentado por primera vez por el oro en las tumbas de la cultura  Sinú, y más tarde por el comercio.
El avance del español hacia el interior desde la costa del Caribe comenzó de forma independiente desde tres direcciones diferentes, en virtud de Gonzalo Jiménez de Quesada, Sebastián de Belalcázar y Nicolás Federmann. Aunque los tres fueron atraídos por los tesoros de la India, ninguna intención de alcanzar territorio muisca, donde finalmente se encontraron. En agosto de 1538 Quesada fundó Santa Fe de Bogotá en el sitio del pueblo muisca de Bacatá.
En 1549, la Audiencia Real Española hizo de Bogotá la capital de Nueva Granada, que comprendía en gran parte lo que hoy es territorio de Colombia. En 1717, el Virreinato de la Nueva Granada fue creado originalmente, con Santa Fe de Bogotá como capital. Este Virreinato incluyó algunas otras provincias del noroeste de Sudamérica que habían estado previamente bajo la jurisdicción de la Nueva España o el Virreinato del Perú y corresponden principalmente en la actualidad a Ecuador, Panamá y Venezuela. La ciudad de Bogotá se convirtió así en uno de los principales centros administrativos de las posesiones españolas en el Nuevo Mundo.

### Independencia

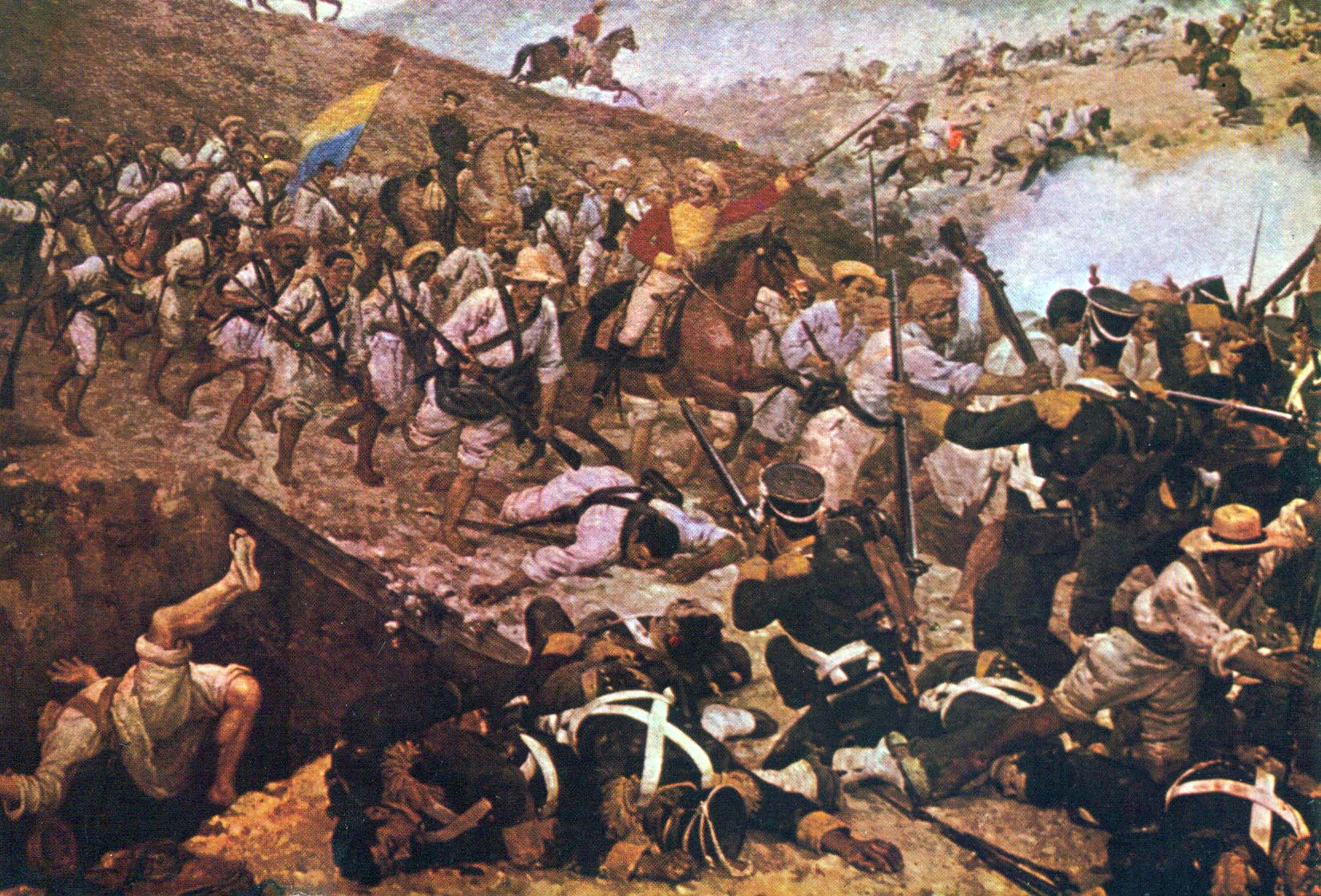
La batalla de Boyacá fue la batalla decisiva que garantizaría el éxito de la campaña de liberación de Nueva Granada.

Un movimiento iniciado por Antonio Nariño, que se oponía el centralismo de España y llevó a la oposición en contra del virreinato, lo que lleva a la independencia de Cartagena de Indias en noviembre de 1811, y la formación de dos gobiernos independientes que se enfrentaron en una guerra civil, un período conocido como la Patria Boba. Al año siguiente Nariño proclamó las Provincias Unidas de la Nueva Granada, dirigida por Camilo Torres Tenorio. A pesar de los éxitos de la rebelión, la aparición de dos corrientes ideológicas distintas entre los libertadores (federalismo y el centralismo) dio lugar a un enfrentamiento interno que contribuyó a la reconquista del territorio por los españoles. El virreinato fue restaurado bajo el mando de Juan de Sámano. La Rebelión se reinició, combinada con una España debilitada, lo que hizo posible una exitosa rebelión dirigida por Simón Bolívar, finalmente se proclamó la independencia en 1819. La resistencia pro-española fue finalmente derrotada en 1822 en el actual territorio de Colombia y en 1823 en Venezuela.
El territorio del Virreinato de la Nueva Granada se convirtió en la República de Colombia organizada como una unión de Ecuador, Colombia, Panamá y Venezuela. El Congreso de Cúcuta en 1821 adoptó una constitución para la nueva República, y Simón Bolívar se convirtió en el primer Presidente de Colombia. Sin embargo, la nueva república era inestable y terminó con la ruptura de Venezuela en 1829 y Ecuador en 1830.

### Post-independencia
El 30 de enero de 1881, en París, Colombia y España firmaban el tratado de paz y amistad que suponía el reconocimiento completo de Colombia por parte de España y una nueva era en las relaciones bilaterales.
Carlos Holguín Mallarino regaló a la reina regente de España, María Cristina de Habsburgo-Lorena el Tesoro de los Quimbayas, compuesto por 122 piezas de orfebrería (oro y aleaciones de oro y cobre) que datan de entre los siglos IV y VII.
Durante la guerra civil española, muchos en Colombia apoyaron la Facción Nacionalista dirigida por el General Francisco Franco contra la Facción republicana. Durante este tiempo, algunos españoles emigraron a Colombia para huir de la guerra. Sin embargo, no fueron grandes en número en relación con la inmigración española a la Argentina, México y Uruguay durante el mismo período. Después de la guerra, Colombia mantuvo relaciones diplomáticas con el gobierno español bajo el mando del general Franco.
En octubre de 1976, los reyes de España, Juan Carlos I y Sofía de Grecia, realizaron una visita oficial a Colombia. Desde entonces, la familia real española ha realizado varias visitas a Colombia y varios presidentes colombianos han realizado visitas oficiales a España.
Colombia, España y Francia tuvieron un período de cooperación antiterrorista contra ETA y las FARC-EP. Estos grupos considerados anteriormente como terroristas, supuestamente intercambiaron adiestramientos por medio de una compleja conexión con el IRA y los servicios secretos de Venezuela.
En 2014, Felipe González, expresidente del gobierno español, obtuvo la nacionalidad colombiana por sus esfuerzos en el proceso de paz colombiano.
Actualmente, España es un socio comercial destacado para Colombia. Los intercambios económicos se han visto favorecidos por el acuerdo de libre comercio firmado por la UE con Colombia y Perú, que sigue en vigor desde 2013, al que se sumó Ecuador en 2017. Este acuerdo dispone la apertura gradual de los mercados por ambas partes. En febrero de 2022, Colombia y España estrecharon lazos en materia de seguridad.
En junio de 2022, se intensificó la disputa en lo referente a la recuperación de los restos del galeón español San José, junto a otros restos de navíos por identificar, ya que ambos países los reclaman como patrimonio histórico-cultural respectivamente. Las leyes internacionales defienden la soberanía de cada país sobre sus aguas: el San José duerme frente a la costa colombiana. Pero desde 2001, la Unesco reconoce que las embarcaciones pertenecen al país de su bandera, es decir, España.

## Cooperación cultural
Colombia cuenta con un Centro de Formación de la Cooperación Española en Cartagena de Indias. En 2018, ambos países realizaron eventos culturales a través de varios de sus museos y teatros, destacando los vínculos que comparten los dos países como la historia o el idioma. Asimismo, en 2023, se promocionaron giras de artistas del flamenco a Colombia y México.
Tanto la Armada colombiana como la Armada española realizan actos de conmemoración al almirante español Blas de Lezo, conocido por dirigir la exitosa defensa de Cartagena de Indias durante el asedio británico de 1741.
La ciudad de Cartagena (España) está hermanada con la homóloga Cartagena de Indias (Colombia). También están hermanadas las ciudades de Zaragoza (España) y Medellín (Colombia).

## Acuerdos bilaterales
A lo largo de los años, ambas naciones han firmado acuerdos y tratados sobre cooperación judicial, doble nacionalidad, extradición, seguridad social, garantía de propiedad intelectual, promoción y protección de inversiones, turismo, evitación de la doble imposición y acuerdo para que los ciudadanos residentes de ambas naciones voten en elecciones municipales locales. En 2013, la UE (lo cual incluye España) suprimió la necesidad de visado para los colombianos.

## Transporte
Hay vuelos directos entre ambas naciones con Air Europa, Avianca e Iberia.

## Comercio
En 2019, el comercio total entre Colombia y España ascendió a €1.4 mil millones de euros. Las principales exportaciones de Colombia a España incluyen: pescado, frutas y verduras, café, azúcar, cacao, aceite, hierro y minerales. Las principales exportaciones de España a Colombia incluyen: maquinaria, equipos eléctricos, productos farmacéuticos y productos químicos orgánicos. Empresas multinacionales españolas como Banco Bilbao Vizcaya Argentaria, Banco Santander, Mapfre, Telefónica y Zara (entre otros) operan en Colombia. En 2011, Colombia firmó un acuerdo de libre comercio con la UE (que incluye a España).

## Misiones diplomáticas residentes
- Colombia tiene una embajada y consulado-general en Madrid y consulados-generales en Barcelona, Bilbao, Las Palmas de Gran Canaria, Palma de Mallorca, Sevilla y en Valencia.[27]
- España tiene una embajada en Bogotá.[28]

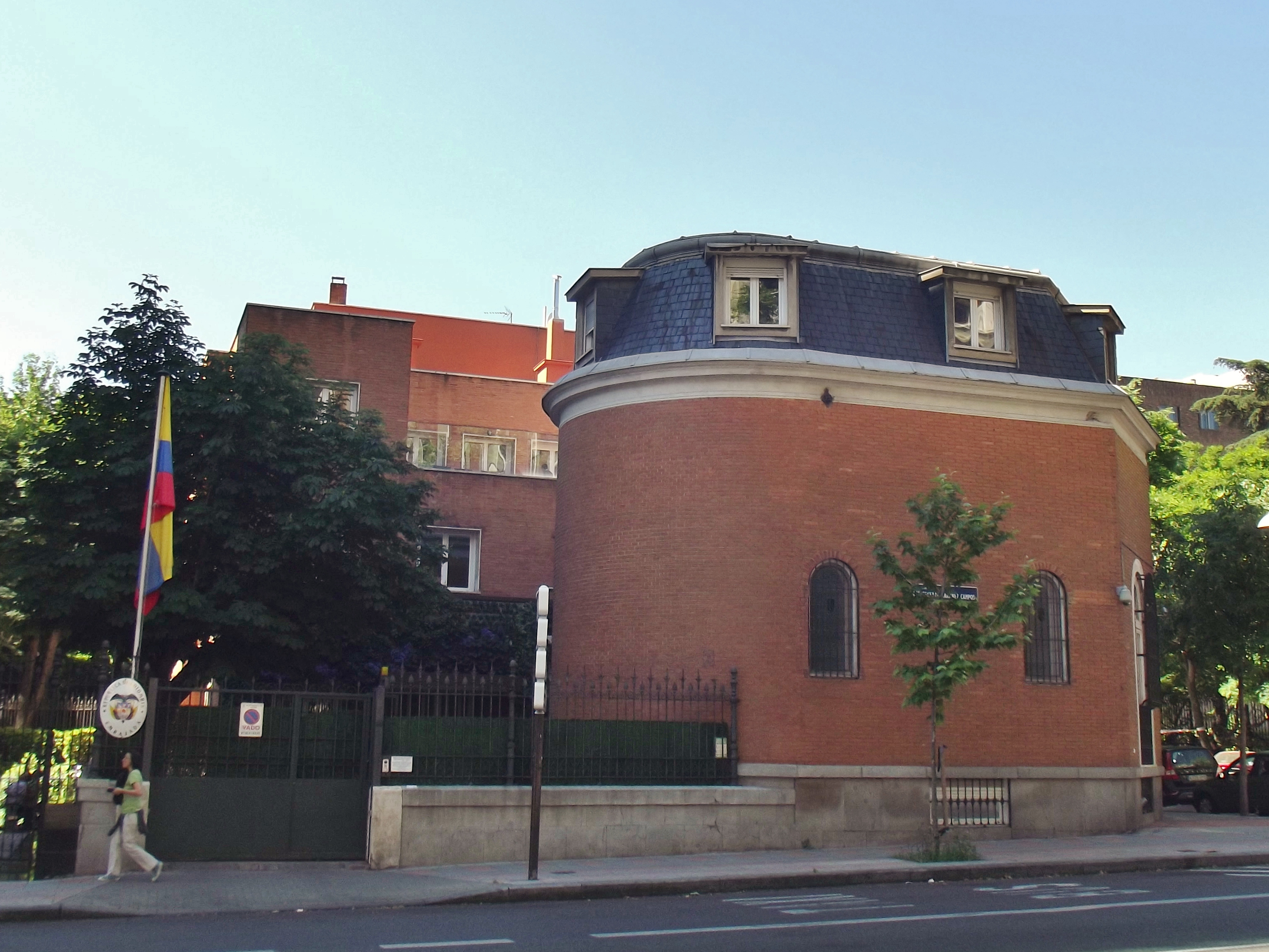
Embajada de Colombia en Madrid.
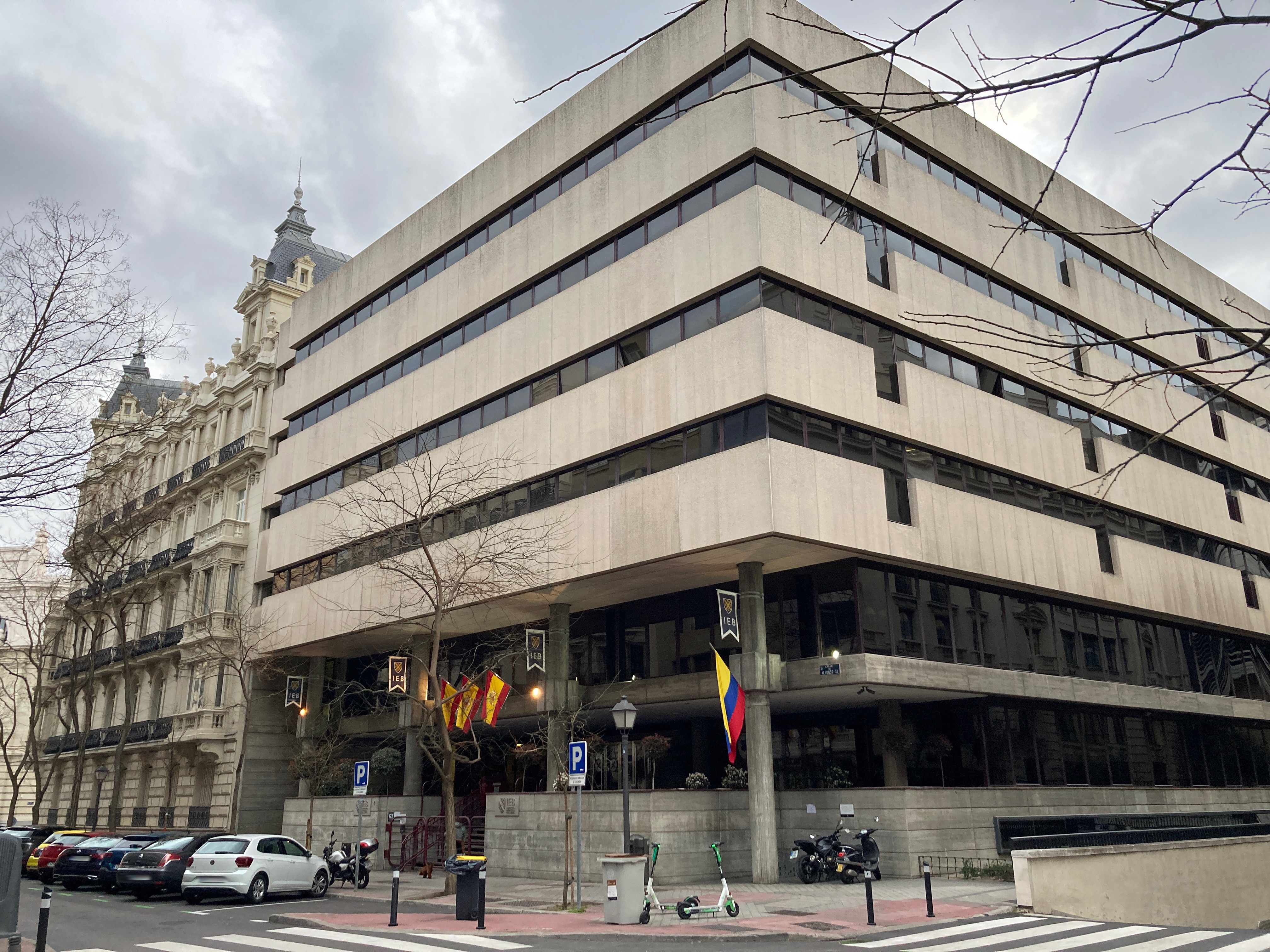
Consulado-General de Colombia en Madrid.
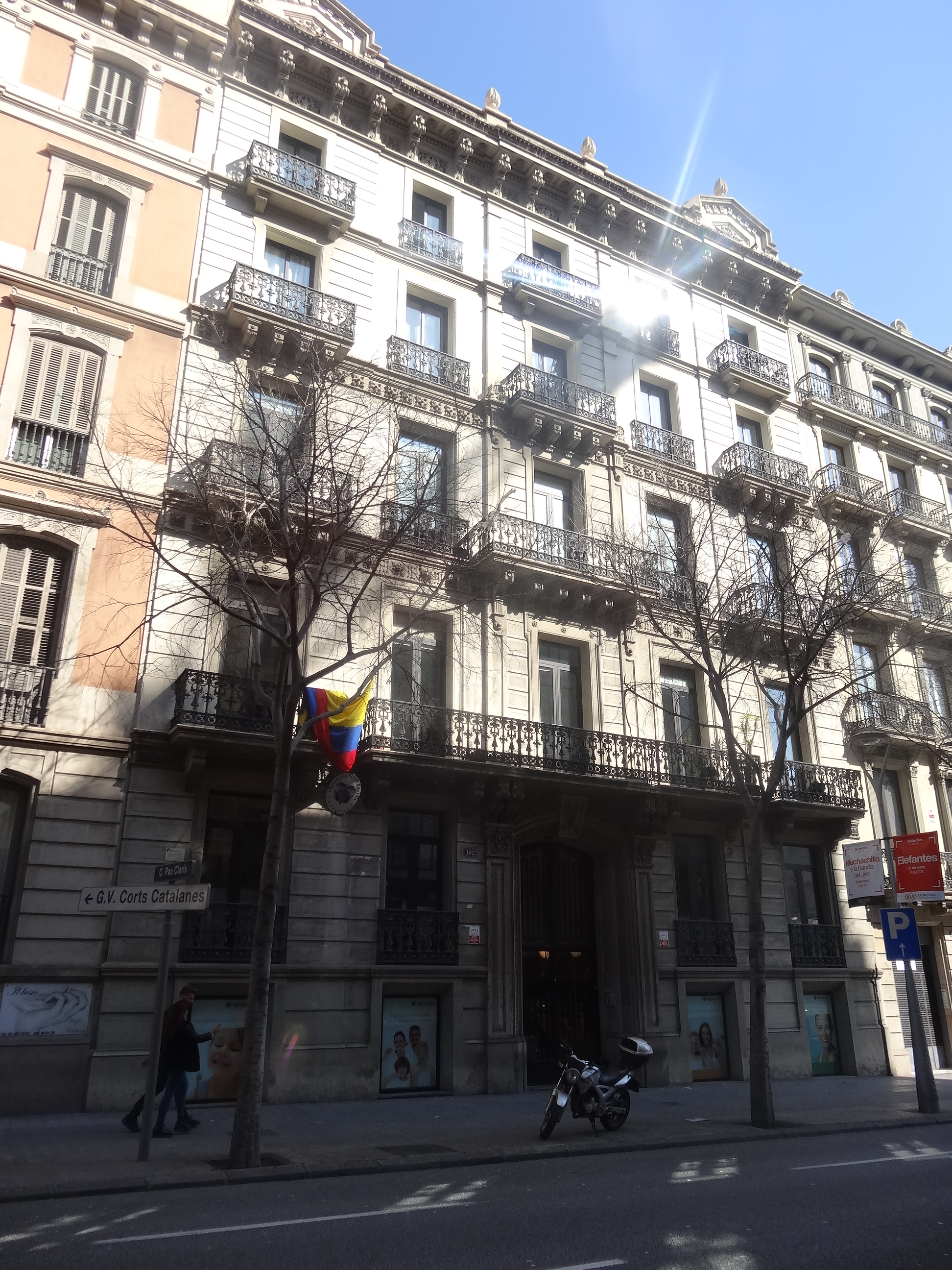
Consulado-General de Colombia en Barcelona.
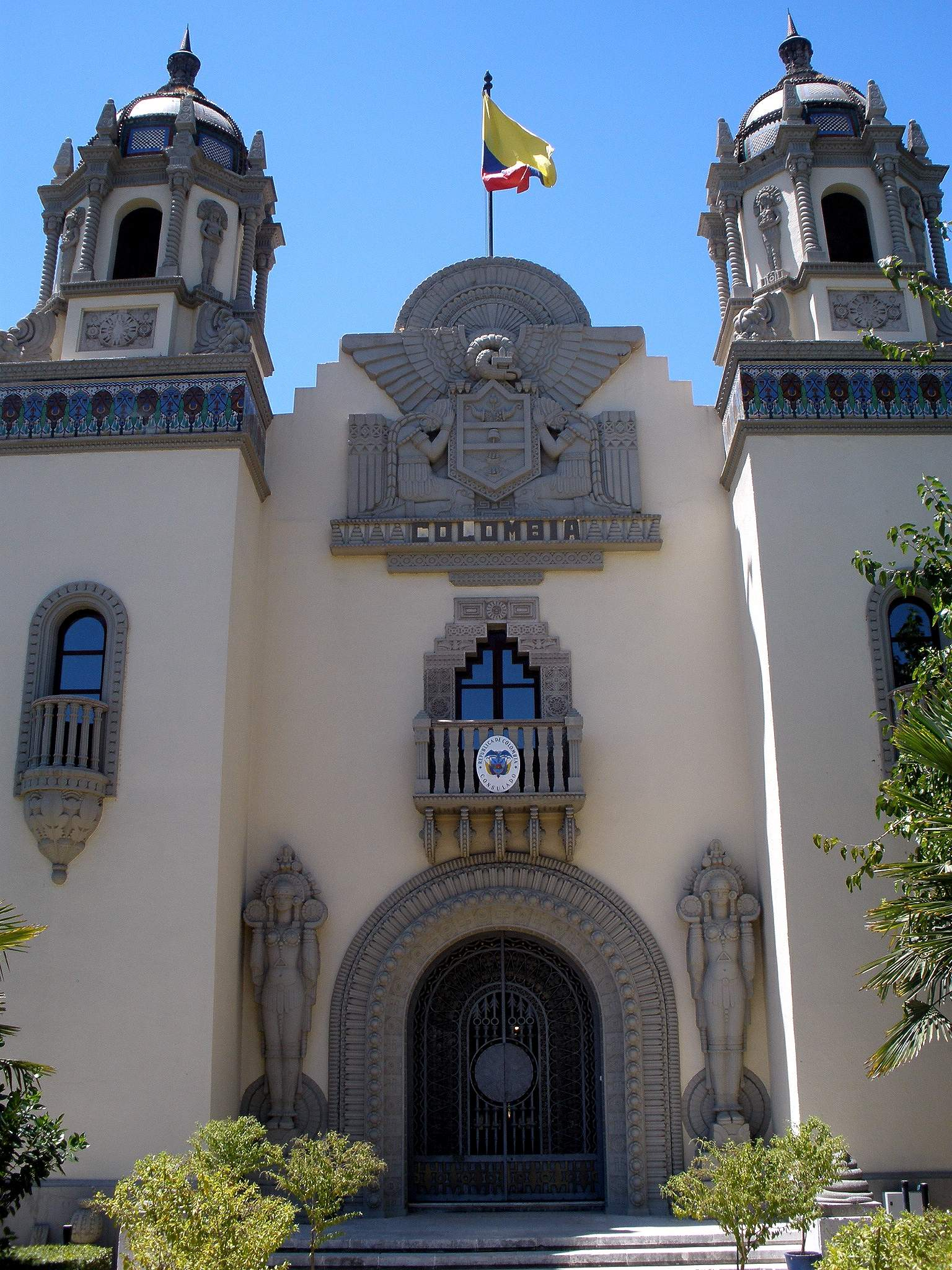
Consulado-General de Colombia en Sevilla.
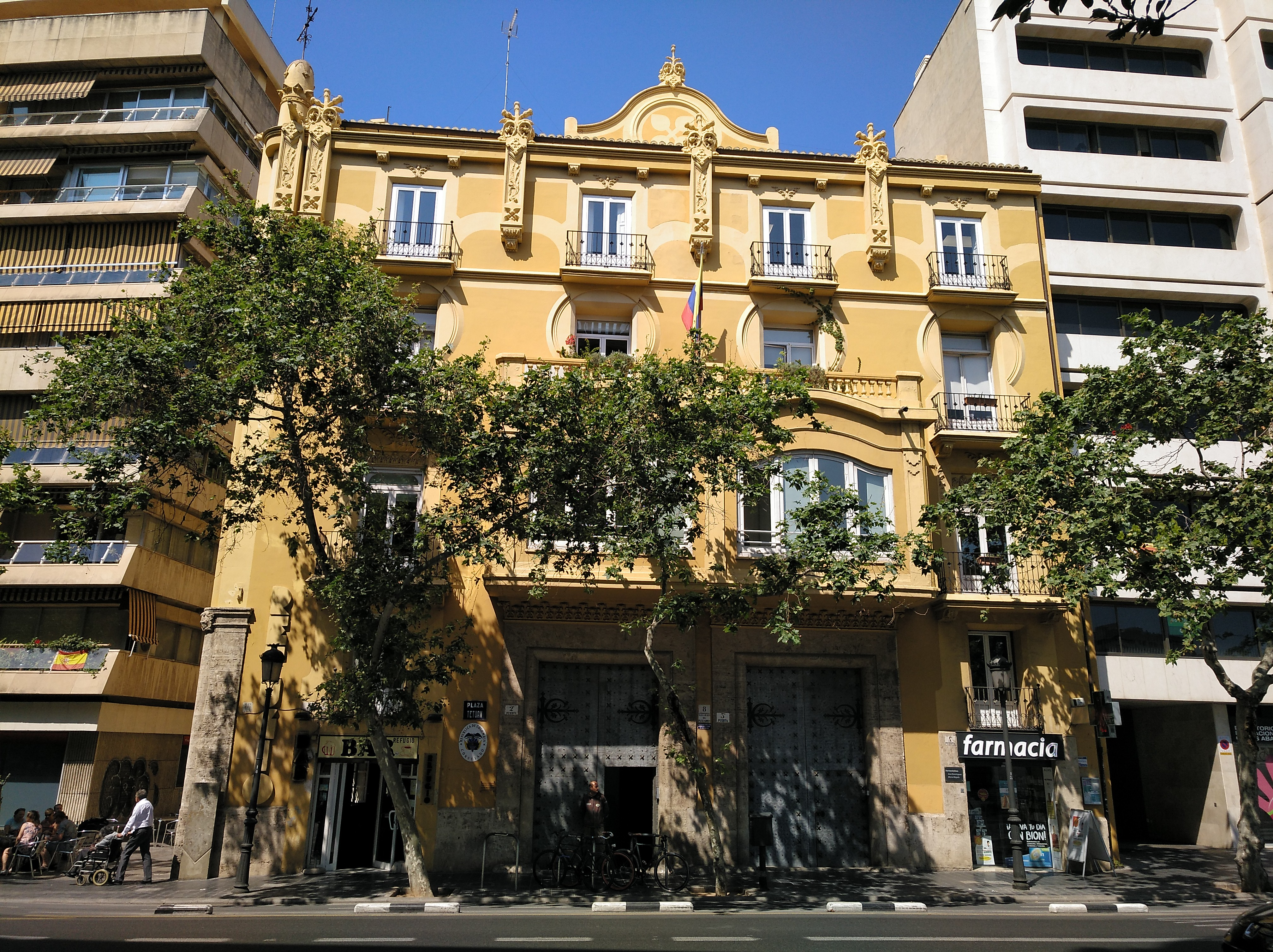
Consulado-General de Colombia en Valencia.

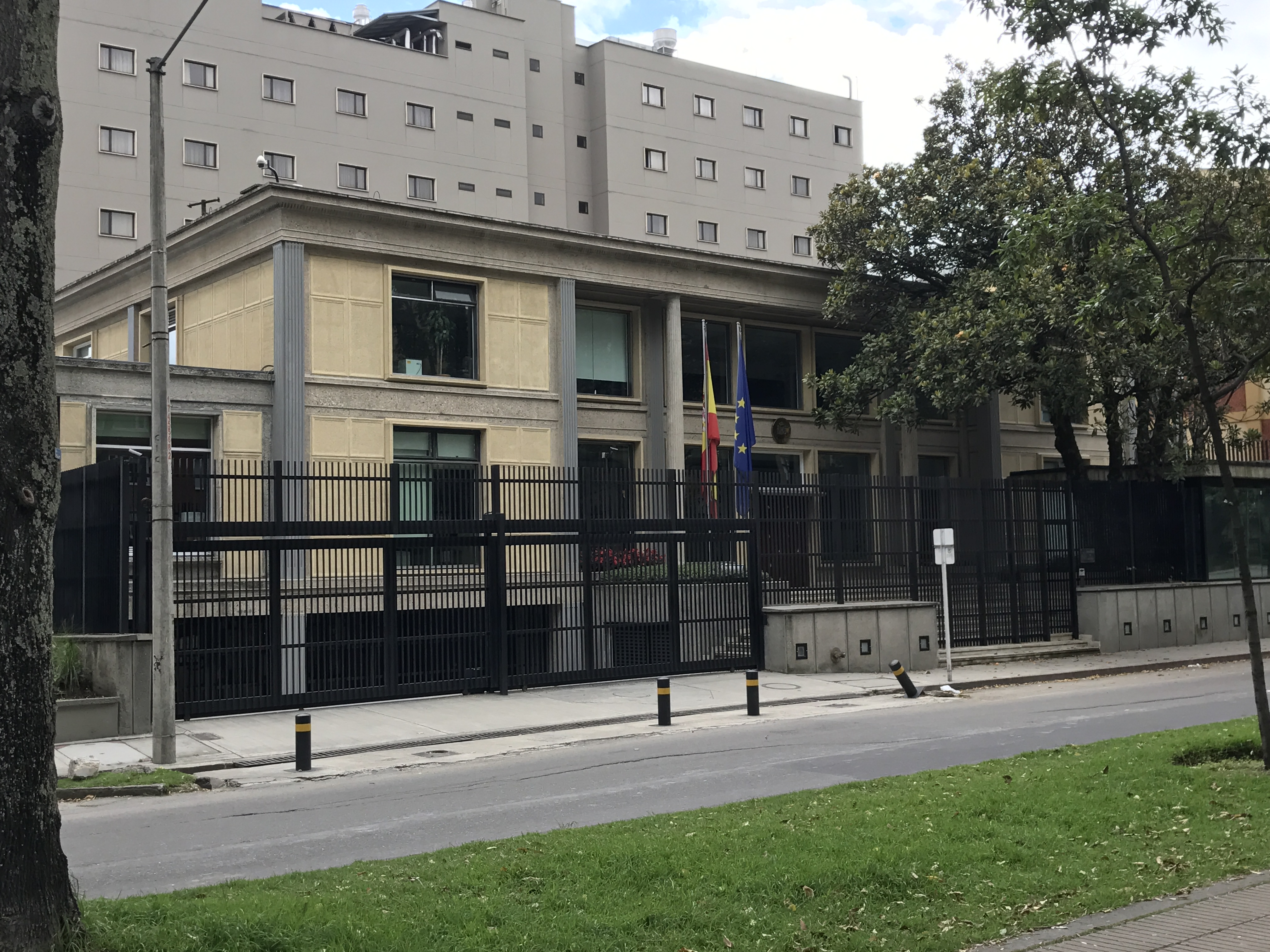
Embajada de España en Bogotá.